# En namnsdagsgåva
En namnsdagsgåva är en pjäs av August Strindberg från 1869. Dramat har gått förlorat, men finns omnämnt i Strindbergs självbiografi Tjänstekvinnans son. Det skall ha varit en komedi i två akter, inspirerad av Zacharias Topelius' romansvit Fältskärns berättelser.